# Hathern
Hathern – wieś w Anglii, w hrabstwie Leicestershire, w dystrykcie Charnwood. Leży 20 km na północny zachód od miasta Leicester i 163 km na północny zachód od Londynu.